# Omphalestra nellyae
Omphalestra nellyae là một loài bướm đêm trong họ Noctuidae.